# 이영돈
이영돈(李永敦, 1956년 10월 25일(음력 9월 22일) ~ )은 대한민국의 방송 프로듀서이다. 본관은 단양이며, 부산 출생이다.

## 생애
1981년 KBS에 입사한 그는, 1991년 SBS 개국 멤버로 참여해 ‘그것이 알고 싶다’, ‘주병진쇼’ 등을 연출하며 주목을 받았다. 이후 1995년 KBS로 복귀한 뒤에는 ‘일요스페셜’, 교회에서 널리 활용되는 4부작 ‘바이블루트’, 웰빙 열풍의 시작을 알린 5부작 ‘생로병사의 비밀’, 그리고 간접흡연 문제를 본격적으로 다룬 6부작 ‘술과 담배 스트레스에 관한 첨단보고서’ 등 다큐멘터리를 제작했다.
1999년부터 3년간 뉴욕 특파원으로 활동하며 9·11 테러 특종 보도를 담당했다. 귀국 후에는 ‘추적60분’의 책임 프로듀서이자 진행자로 활동했다. 한국방송대상에서 다큐와 예능 부문 작품상을 비롯해, 한국프로듀서상, 한국언론상, 백상예술대상 등 다양한 수상의 영예를 안았다. 뉴욕 필름 페스티벌 시사매거진 부문 파이널리스트에 이름을 올렸고, 4년간 에미상 심사위원을 지냈으며, 2006년에는 세계 3대 TV상 중 하나인 반프 세계 미디어 페스티벌(Banff World Media Festival) 심사위원으로도 위촉된 바 있다.
2002년 KBS <추적60분>의 책임 프로듀서이자 진행을 맡았으며, 2006년에는 6부작 다큐멘터리 <마음>을 제작하였다. 2007년에는 <이영돈 PD의 소비자 고발>을 선보였고, 2009년부터 2010년까지는 KBS에서 기획제작국장과 교양제작국장을 역임하였다. 2011년부터 2013년까지는 채널A에서 <이영돈 PD의 먹거리 X파일>과 <이영돈 PD의 논리로 풀다>를 제작하며 제작담당 상무와 전무로 활동하였고, 2014년에는 JTBC <에브리 바디>를 제작하였다.

## 비판 및 논란

### 황토팩 중금속 거짓 보도
KBS1의 '소비자 고발’은 2007년 10월 5일 방영분에서 황토팩에 중금속이 황토분쇄 공정에서 혼입되어 위험하다고 보도했다. 그러나 2007년 11월 8일 식약청은 "황토 원료 및 완제품 중금속 성분을 시험 검사한 결과 3개 회사의 2개 원료, 2개 제품은 기준을 초과한 것으로 나타난 반면 ㈜참토원 등의 16개 원료, 31개 완제품은 적합 판정을 받았다"고 밝히면서 이가 잘못된 보도라는 것이 드러났다. 이로 인해 황토팩 사업을 하고 있던 배우 김영애의 회사 '참토원'을 포함한 여러 황토팩 회사들는 큰 타격을 입었고, 김영애는 남편과 이혼 후 췌장암 투병을 하다 2017년 세상을 떠났다.

## 학력
- 1975년 인천고등학교 졸업
- 1982년 고려대학교 신문방송학과 학사
- 시드니 공과대학 대학원 필름/비디오 프로덕션 전공[5]
- 고려대학교 대학원 신문방송학과 석사과정 언론학 석사[5] (학위논문명 : 방송제작과정에서 이익집단의 개입이 프로그램 내용에 미치는 영향에 관한 연구[출처 필요])
- University of Technology, Sydney 대학원 Film & Video Production(Graduate Diploma)
- 고려대학교 대학원 언론학과 박사과정 언론학 박사[5] (학위논문명 - 미디어가 정책입안과정에서 차지하는 역할에 관한 연구 : 한국 탐사보도프로그램의 정책의제형성효과를 중심으로[출처 필요])

## 경력
- 1981년 KBS 입사
- 1991년 KBS 퇴사
- 1991년 SBS 입사
- 1994년 SBS 퇴사
- 1995년 KBS 재입사
- 1999년 ~2001년 뉴욕 특파원
- 2002년 ~ KBS 기획제작국 국장, <추적60분> 책임PD 및 진행
- 2006년 6부작 다큐멘터리 <마음>
- 2007년 <이영돈PD의 소비자 고발>
- 2010년 1월 ~ 3월 KBS 교양문화국 국장
- 2010년 3월 KBS 방송문화연구소
- 2010년 4월 ~ KBS 퇴사
- 2011년 6월 ~ 2014년 5월 채널A 상무, 전무
- 2011년 ~ 2013년 채널A <이영돈PD의 먹거리 X파일>, <이영돈PD의 논리로 풀다> 제작담당상무, 전무
- 2014년 5월 ~ 채널A 퇴사
- 2014 JTBC <에브리 바디>
- 더콘텐츠메이커 대표

## 방송 프로그램
- 1992년 ~ 1994년 《그것이 알고싶다》 연출
- 1993년 《주병진쇼》 연출
- 1990년대 중후반 《일요스페셜》 책임 프로듀서
  - 4부작 : 바이블루트
  - 5부작 : 생노병사의 비밀
  - 6부작 : 술담배스트레스에 관한 첨단보고서
  - 7부작 : 마음
- 2000년대 초중반 《추적 60분》 책임 프로듀서, MC
- 2000년대 초중반 《생로병사의 비밀》책임프로듀서
- 2007년 ~ 2008년 《이영돈PD의 소비자고발》책임프로듀서, MC
- 2009년 ~ 2010년 《소비자 고발》책임 프로듀서, MC
- 2012년 《지금 해결해 드립니다》
- 2012년 《채널A 이영돈 PD의 먹거리 X파일》
- 2012년 《이영돈PD 논리로 풀다》
- 2013년 《이영돈PD 논리로 풀다 2》
- 2013년 채널A 《젠틀맨》
- 2014년 JTBC 《에브리바디》
- 2015년 JTBC 《이영돈 PD가 간다》

## 영화
- 2025년 《부정선거, 신의 작품인가》

## 저서
| 책 이름                                       | 출시일           | 페이지 | 출판사           | 국제 표준 도서 번호 | 비고 |
| --------------------------------------------- | ---------------- | ------ | ---------------- | ------------------- | ---- |
| 생로병사의 비밀                               | 1997년 6월 1일   | 314쪽  | KBS문화사업단    | ISBN 8972000388     |      |
| 술 담배 스트레스 그 위험한 비밀               | 2000년 1월 10일  | 358쪽  | KBS영상사업단    | ISBN 8972000876     |      |
| 미국 환상깨기                                 | 2003년 1월 30일  | 334쪽  | 지상사           | ISBN 8995360127     |      |
| 마음                                          | 2006년 4월 20일  | 443쪽  | 예당             | ISBN 8959131547     |      |
| 소비자 고발 그리고 불편한 진실                | 2008년 3월 1일   | 343쪽  | 위즈덤하우스     | ISBN 9788960860933  |      |
| TV프로그램 기획제작론                         | 2010년 10월 25일 | 455쪽  | 커뮤니케이션북스 | ISBN 9788964061060  |      |
| 텔레비전 프로그램 기법(커뮤니케이션 이해총서) | 2013년 2월 25일  | 152쪽  | 커뮤니케이션북스 | ISBN 9788966801961  |      |
| 이영돈 PD의 운명, 논리로 풀다                 | 2013년 4월 22일  | 216쪽  | 동아일보사       | ISBN 9788970909288  |      |

## 광고
- 2013년 한국인터넷진흥원 사이버 도우미 118
- 2015년 롯데푸드 베네콜

## 상훈
- 한국방송대상 다큐멘터리부문 《그것이 알고싶다》
- 한국방송프로듀서상 《그것이 알고싶다》, 6부작 《마음》
- 한국방송대상 연예오락부문 《주병진 쇼》
- 한국언론상 기획보도부문 《생로병사의 비밀》
- 방송위원회 대상 6부작 《마음》
- 삼성언론상 특별상 6부작 《마음》
- 가톨릭 방송대상 특별상 6부작 《마음》
- 투명사회상《한국투명성기구》
- 2007년 한국투명성기구 투명사회상 《이영돈PD의 소비자고발》
- 2007년 시청자위원회상 《이영돈PD의 소비자고발》
- 2007년 좋은 방송프로그램상 《이영돈PD의 소비자고발》
- 2008년 방송대상 생활보도부분 《이영돈PD의 소비자고발》
- 2010년 올해의 장한 고대언론인상

## 가족 관계
- 아버지: 이춘화 ( ~ 2024년 5월 2일)
- 어머니: 이귀선 ( ~ 2024년 4월 5일)